# کابرخاس دل کامپو
کابرخاس دل کامپو (به اسپانیایی: Cabrejas del Campo) یک دهستان در اسپانیا است که در سریا واقع شده‌است.

## خصوصیات
کابرخاس دل کامپو ۱۷ کیلومترمربع مساحت و ۷۹ نفر جمعیت دارد.